# Anhur
Trong thần thoại Ai Cập thời kì đầu, Anhur cũng được biết đến với cái tên Onuris, Onouris, An-Her, Anhuret, Han-Her, Inhert) là một vị thần chiến tranh được tôn thờ ở Abydos, đặc biệt ở Thinis. Thần thoại ghi rằng ông cưới vợ là nữ thần sư tử Menhit.